# 염화 마그네슘
염화 마그네슘(Magnesium chloride)은 MgCl2 화학식을 지니는 화합물의 이름이다. 북아메리카에서 염화 마그네슘은 주로 그레이트솔트호에서 생산된다. 요르단계곡의 사해에서도 비슷한 과정으로 추출된다. 일부 염화 마그네슘은 바닷물의 태양 증발을 통해 만들어진다.

## 같이 보기
- 일일 흡수 허용량